# Transponerande instrument
| I denna artikel     |
| används tonnamnen   |
| Bess (B♭) och B.    |
| Se olika skrivsätt. |

Flera träblåsinstrument och bleckblåsinstrument är transponerande. Ett exempel är den vanligaste klarinettsorten, klarinett i B♭ (traditionellt uttalad B, idag ofta Bess). Tonen B♭ är en helton lägre än tonen C, som man utgår från. Detta medför att alla toner som tas på instrumentet klingar en helton lägre än den ton som den spelande tar greppet för. Klarinettistens grepp för tonen C ger följaktligen den klingande tonen Bess, greppet för Bess ger tonen Ass, ytterligare en helton lägre, och så vidare. Detta innebär att de noter som skrivs för instrumentet måste transponeras – det vill säga byta tonart och tonhöjder – för att instrumentet ska klinga i den tonhöjd som avses och/eller för att instrumenten i en ensemble ska klinga rätt tillsammans. Man brukar säga att bessklarinetten är stämd i B♭.
Varför ändrar man då inte tonnamnen på de transponerande instrumenten så att man slipper transponera noterna? Skälen är praktiska: eftersom det till exempel finns klarinetter i sex olika stämningar kan en klarinettist spela på alla dessa utan att behöva tänka om, eftersom samma noterade toner spelas med samma grepp.
Ett C-instrument (C-stämt instrument) är inte transponerande eftersom greppet för C i dessa fall också ger ett klingande C. Begreppet används om det finns transponerande varianter av samma instrument, exempelvis trumpet i C till skillnad från den vanligare trumpeten i B♭.
På ett C-instrument stämmes vanligen normaltonen a1 till 440 hertz. Normaltonen motsvarar tonen B på ett B♭-instrument, och tonen F♯ på ett E♭-instrument.

## Notskrift för transponerande instrument
Normalt skrivs noter för specifika blåsinstrument i transponerad form, vilket medför att när musikanten tänker och spelar sitt C, klingar ett B♭ om instrumentet är stämt i B♭ och så vidare. Om noterna är skrivna i klingande stämning, det vill säga inte transponerade för instrumentet, kan en van traktör av ett transponerande instrument transponera från bladet så att det blir rätt toner även när noterna inte är transponerade för instrumentet.
För trombon och eufonium skrivs noter vanligen i klingande stämning (utan transponering), d.v.s. som om det vore ett C-stämt instrument, med basklav, tenorklav eller altklav. Instrumenten är emellertid vanligen stämda i Bb, Eb eller F, i bemärkelsen att den lägsta möjliga tonen i grundläget (när draget är innerst, eller inga ventiler är intryckta) är ett Bb, Eb eller F, och betraktas därför ändå som ett transponerande instrument. Undantag är brassmusik, där trombonnoter ofta skrivs i diskantklav med transponering.

## Vanligt förekommande transponerande instrument
- altflöjt i G
- engelskt horn i F
- Ess-klarinett
- Bess-klarinett
- A-klarinett
- altklarinett i Ess
- bassetthorn i F
- basklarinett i Bess
- sopransaxofon i Bess
- altsaxofon i Ess
- tenorsaxofon i Bess
- barytonsaxofon i Ess
- Ess-kornett
- Bess-kornett
- trumpet i Bess
- valthorn i F eller Bess
- althorn i Ess
- tubor i olika stämningar, t.ex. Bess och F